# Хуннестед
Хуннестед (дат. Hundested) — город в Дании.

## География
Город Хуннестед находится на острове Зеландия, на территории датского Столичного округа. Ранее входил в коммуну Фредериксборг, ныне же образует совместно с городом Фредериксверк новую коммуну Хальснес (до 2007 года носила название «коммуна Фредериксверк-Хуннестед»).
Город состоит из двух частей — собственно Хуннестеда с большой гаванью, и района Линес — с меньшим по величине портом. Оба порта лежат на побережье Балтийского моря, у места вхождения в него Роскилле-фьорда.

## Экономика
Жители Хуннестеда заняты преимущественно в переработке сельскохозяйственной продукции, рыболовстве и торговле, а также обслуживании грузов в порту.

## Достопримечательности
Среди местных достопримечательностей следует отметить дом-музей известного датского полярного исследователя Кнуда Расмуссена и сохранивший своё историческое, средневековое, относящееся к XIII столетию, лицо, поселение Кикхавн (население — ок. 100 человек).

## Галерея

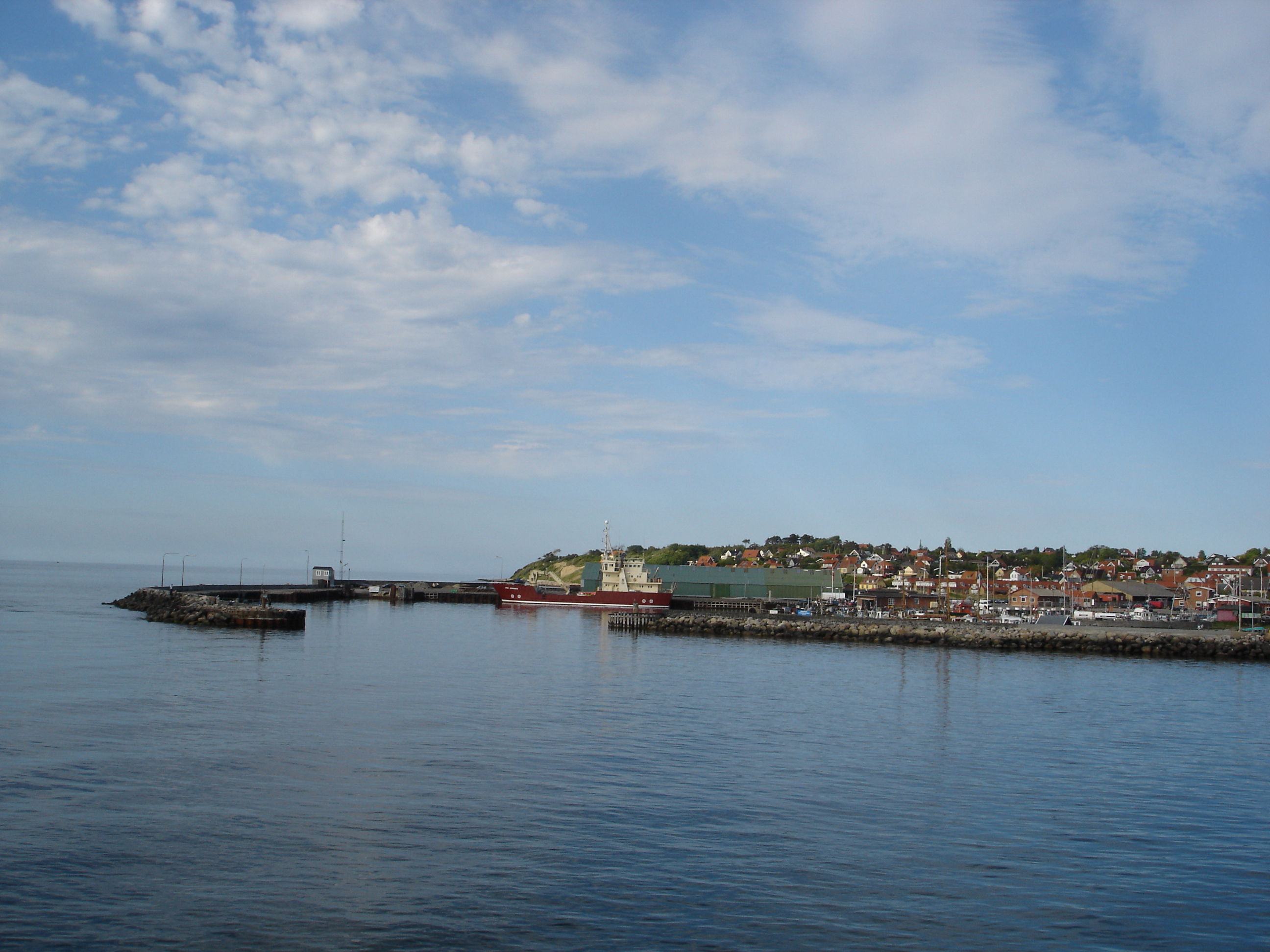
Хуннестед
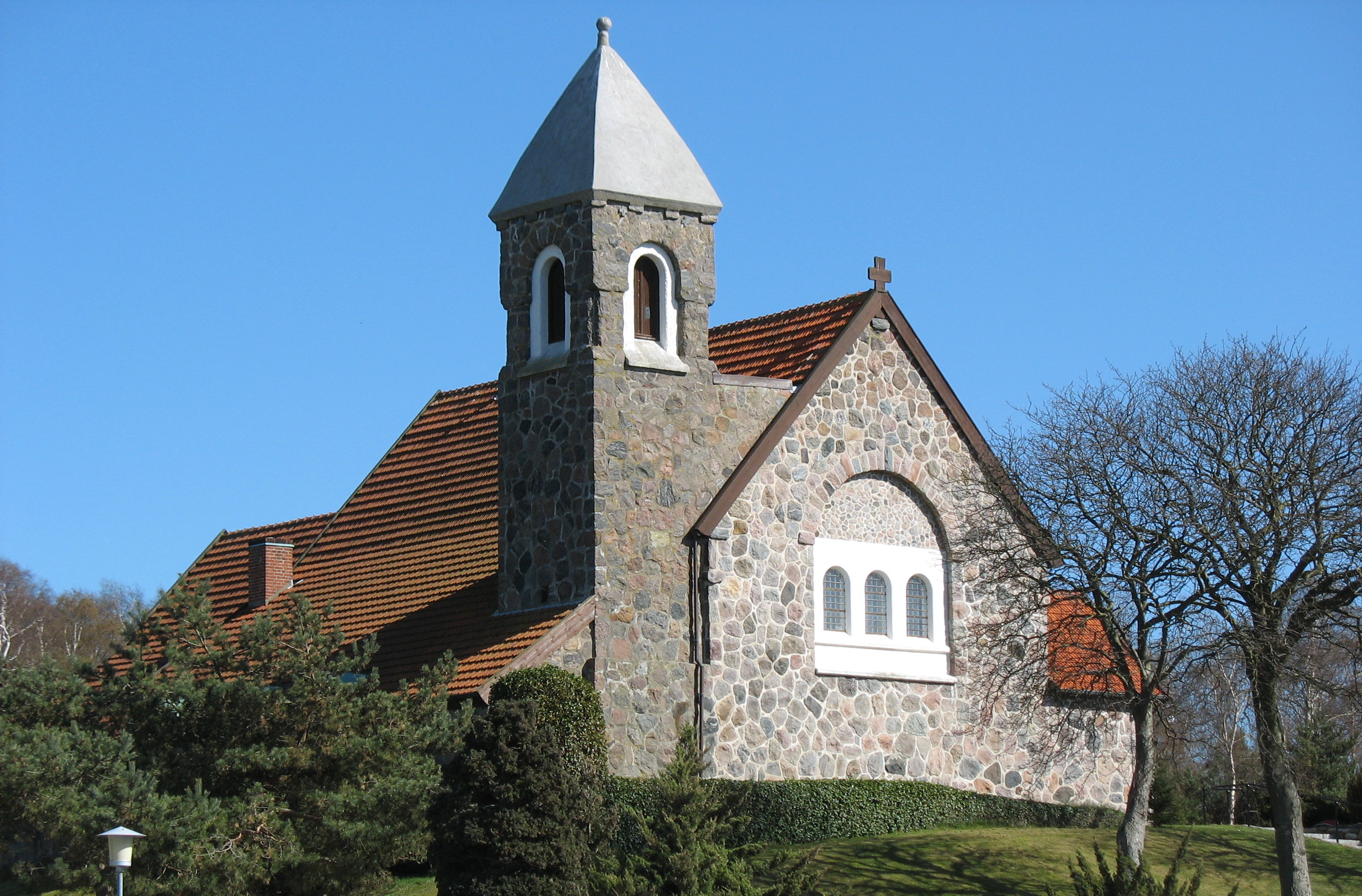
Церковь в районе Линес